# Санудо, Никколо I

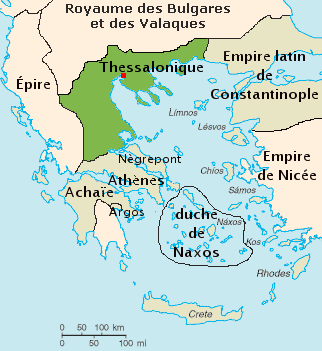
Герцогство Наксос

Никколо I Санудо (Niccolò I Sanudo) (ум. 1341) — герцог Наксоса с 1323.
Сын и преемник Гульельмо I Санудо.
Участвовал в завоевании острова Родос иоаннитами (1309). В битве при Кефиссе 15 марта 1311 командовал наксосским отрядом афинской армии и был одним из немногих, кто остался в живых.
На стороне Матильды Ахейской воевал с Фернандо Майоркским, в битве при Элисе попал в плен.
В 1325—1326 гг. участвовал в морейском походе ахейского князя Джованни ди Гравина и в заключительной стадии военных действий командовал ахейской армией.
В 1335 г. завоевал острова Санторини и Теразия.
В 1341 г. Наксос подвергся нападению Умурбека — эмира Эйдина, и Никколо I Санудо был вынужден согласиться на уплату дани.
Жена — Жанна де Бриенн, дочь Гуго де Бриенна, графа Бриенна и Лечче, и его второй жены Елены Комнин-Дука. О детях ничего не известно.